# Персберг
59°45′05″ пн. ш. 14°15′23″ сх. д. / 59.751348222231° пн. ш. 14.256461076058° сх. д.
Персберг (також Пайсберг) — колишня шахтарська громада та невелике містечко (tätort) у муніципалітеті Філіпстад у провінції Вермландс лен у Швеції.
Місто розташоване приблизно за 6 кілометрів на північний схід від Філіпстада на озері Інген. Через місто проходять дороги Riksväg 26 і 63, а також Inlandsbahn. Довгий час у Персберзі видобували залізну руду, але в 1970-х роках шахту закрили.

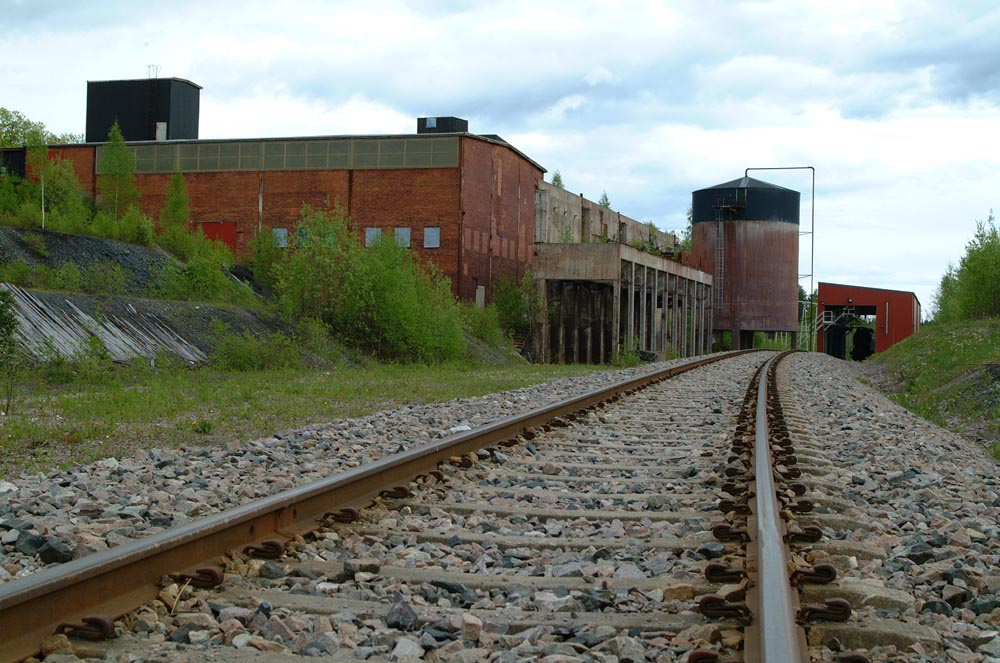
Стара шахта в Персберг
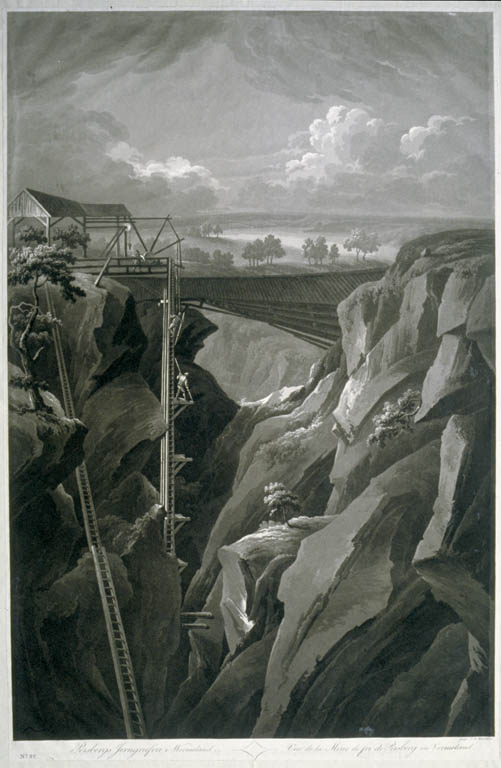
Видобування руди в 1800
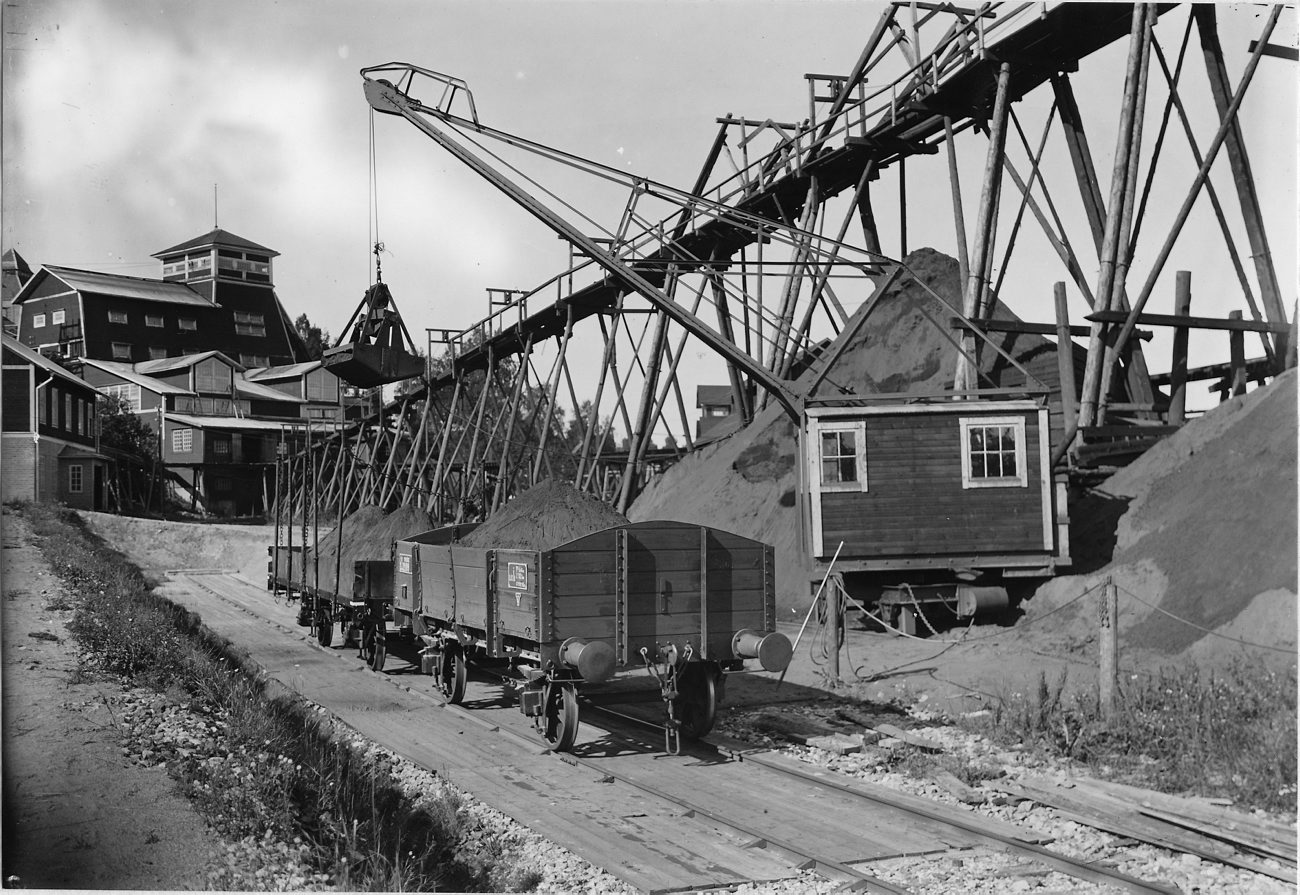
Рудна копальня (1920)